# ثوم خربوطي
الثوم الخربوطي (باللاتينية: Allium kharputense) نوع نباتي عشبي يتبع جنس الثوم من الفصيلة الثومية. سمي نسبة إلى خربوط التي تقع اليوم في شرق تركيا.

## الموئل والانتشار
ينتشر في بلاد الشام.